# Sarnow (Pritzwalk)
Sarnow ist ein Dorf im Landkreis Prignitz in Brandenburg. Der als Gemeindeteil zu Buchholz gehörende Ort ist ein Wohnplatz der Kleinstadt Pritzwalk.

## Geografie und Infrastruktur
Bei Sarnow handelt es sich um ein tropfenförmiges Runddorf. Zentral auf einem Platz steht die Kirche.
An der Haltestelle Sarnow hält mehrmals am Tag der DWA 504/ 672 der Linie RB 73. Im Ort finden sich unter anderem mehrere Vereine, die Ortsfeuerwehr sowie ein Regionalvermarkter. Die Gaststätte ist mittlerweile geschlossen.
| Jahr | Bevölkerung | Jahr | Bevölkerung |
| ---- | ----------- | ---- | ----------- |
| 1734 | 93          | 1871 | 193         |
| 1772 | 126         | 1895 | 174         |
| 1791 | 134         | 1925 | 184         |
| 1801 | 140         | 1939 | 174         |
| 1817 | 187         | 1946 | 306         |
| 1837 | 148         | 1964 | 215         |
| 1858 | 182         | 1971 | 190         |

## Geschichte
Der erste Hinweis auf Sarnow stammt aus dem Jahr 1309. Als Zeuge in einer Perleberger Urkunde wird eine Person mit hinricus de sarnowe bezeichnet. Der Ort selbst (hier Sarnowe) findet sich 1344 das erste Mal, 1423 dann in der heutigen Schreibweise. Aus dem Slawischen abgeleitet, deutet der Name auf einen Ort in der Nähe einer Wassermühle. 2024 feierte Sarnow sein 715-jähriges Bestehen.
Am 1. Januar 1974 erfolgte die Eingemeindung in das benachbarte Buchholz, welches selbst am 31. Dezember 2002 zum Ortsteil von Pritzwalk wurde. 2019 wurde durch die CDU-Fraktion der Stadtverordnetenversammlung von Pritzwalk ein Beschlussvorschlag [...] zur Prüfung über die Möglichkeit der Bildung eines eigenständigen Ortsteiles in der Gemarkung Sarnow eingebracht.
Im Jahr 1914 wurde die Freiwillige Feuerwehr Sarnow gegründet. Heute sind 25 Personen Mitglieder der Feuerwehr, darunter 15 aktive Männer, zusätzlich sechs Frauen und drei Männer in Alters- und Ehrenabteilung sowie die Jugendfeuerwehr. Sie ist gemeinsam mit den Feuerwehren aus Buchholz, Seefeld und Mesendorf Teil des Zug Süd.

## Sehenswürdigkeiten und Kultur
Die Denkmalliste des Landes Brandenburg führt zu Sarnow verschiedene Bodendenkmäler sowie zwei Baudenkmäler. Zum einen die spätgotische Dorfkirche: die Saalkirche aus Feldstein mit einem Kruzifix aus dem 17. Jahrhundert und einer einfachen, barocken Kanzel wird heute von der evangelischen Gemeinde genutzt und ist Teil des Pfarrsprengels Heiligengrabe; zum anderen ein Gehöft (um 1900), bestehend aus einem Wohnhaus mit Einfriedung sowie zweier Wirtschaftsgebäude.
Nördlich der Kirche findet sich das Gefallenendenkmal. Es erinnert den Gefallenen des Ersten Weltkriegs.
Am Buchholzer Weg liegt der Friedhof des Ortes, mit einem Ehrengrab eines unbekannten Soldaten des Zweiten Weltkriegs.
Der örtliche Jugendclub wird von der Berlin-Brandenburgischen Landjugend betrieben. Am Gemeindehaus befindet sich der 2022 erneuerte Spielplatz.

## Galerie

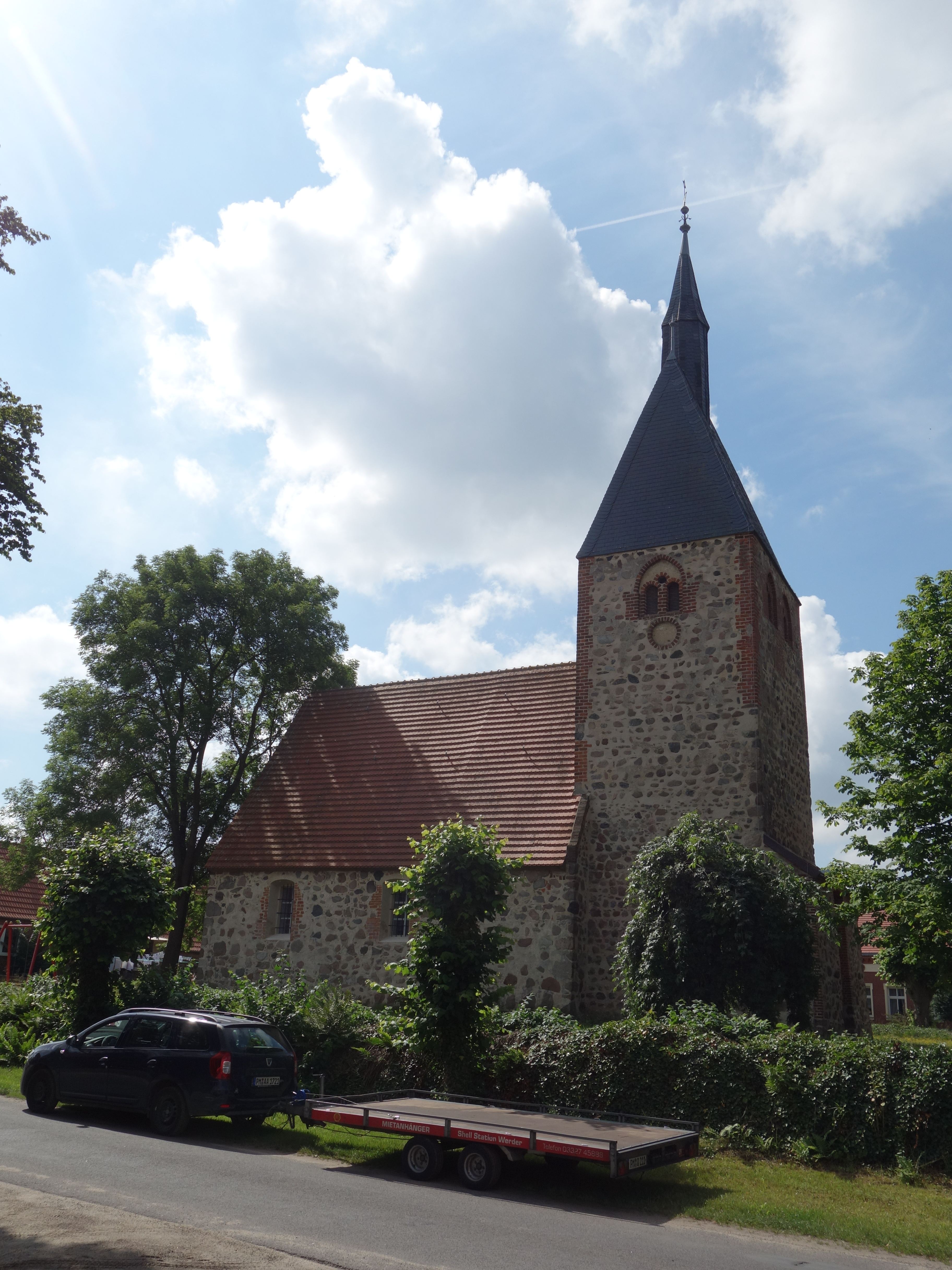
Dorfkirche
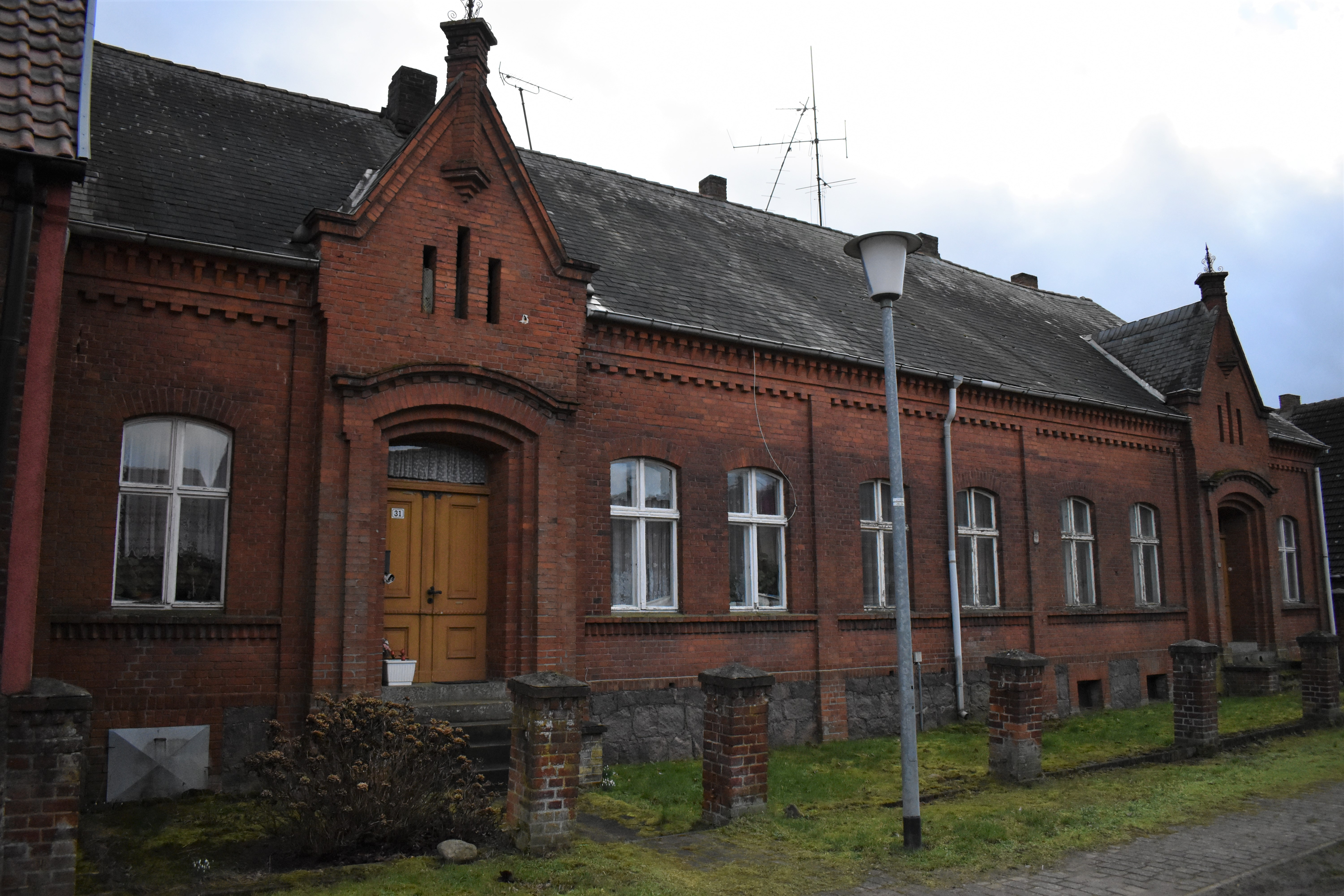
Wohnhaus des denkmalgeschützten Gehöfts
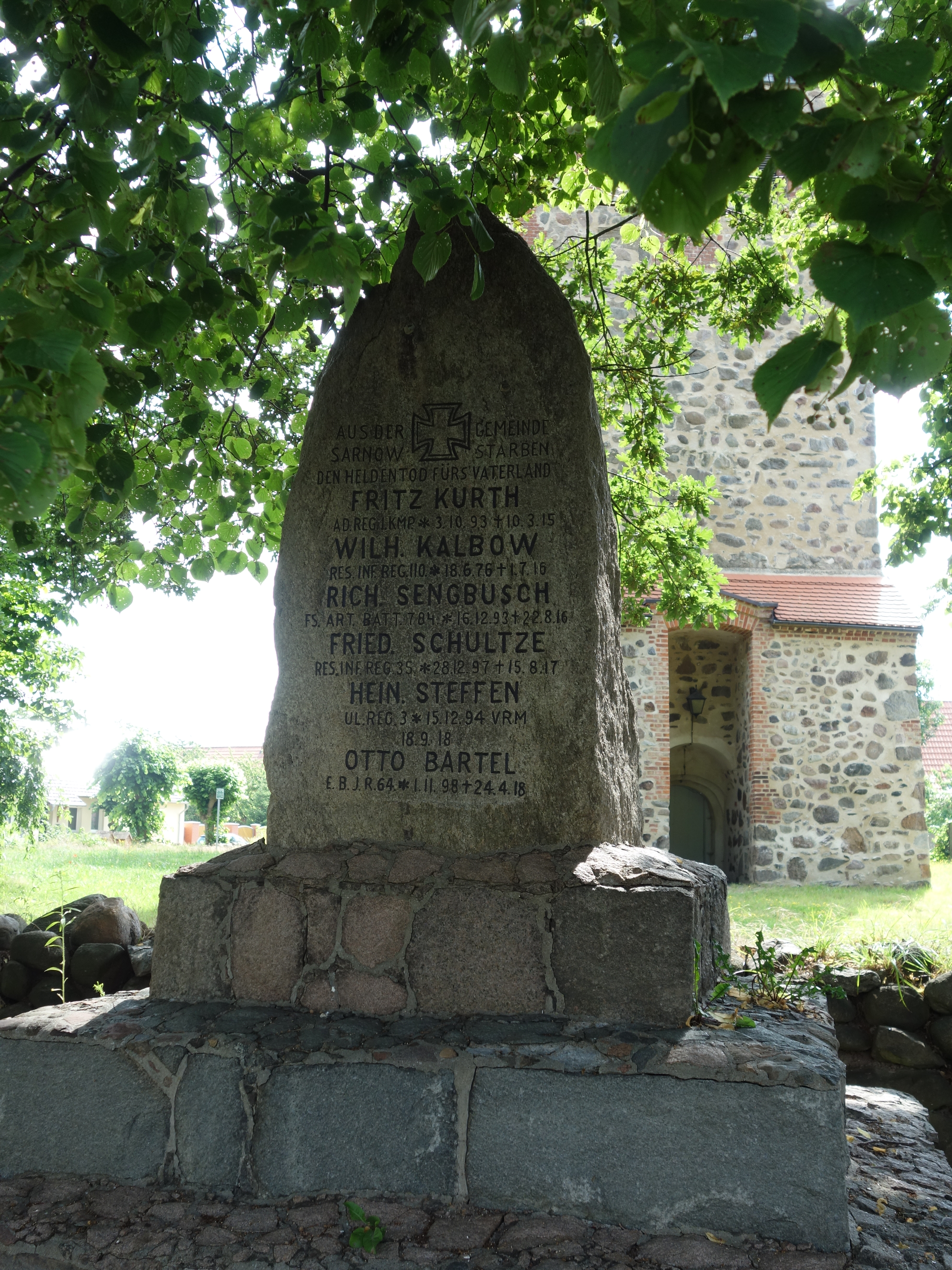
Gefallenendenkmal
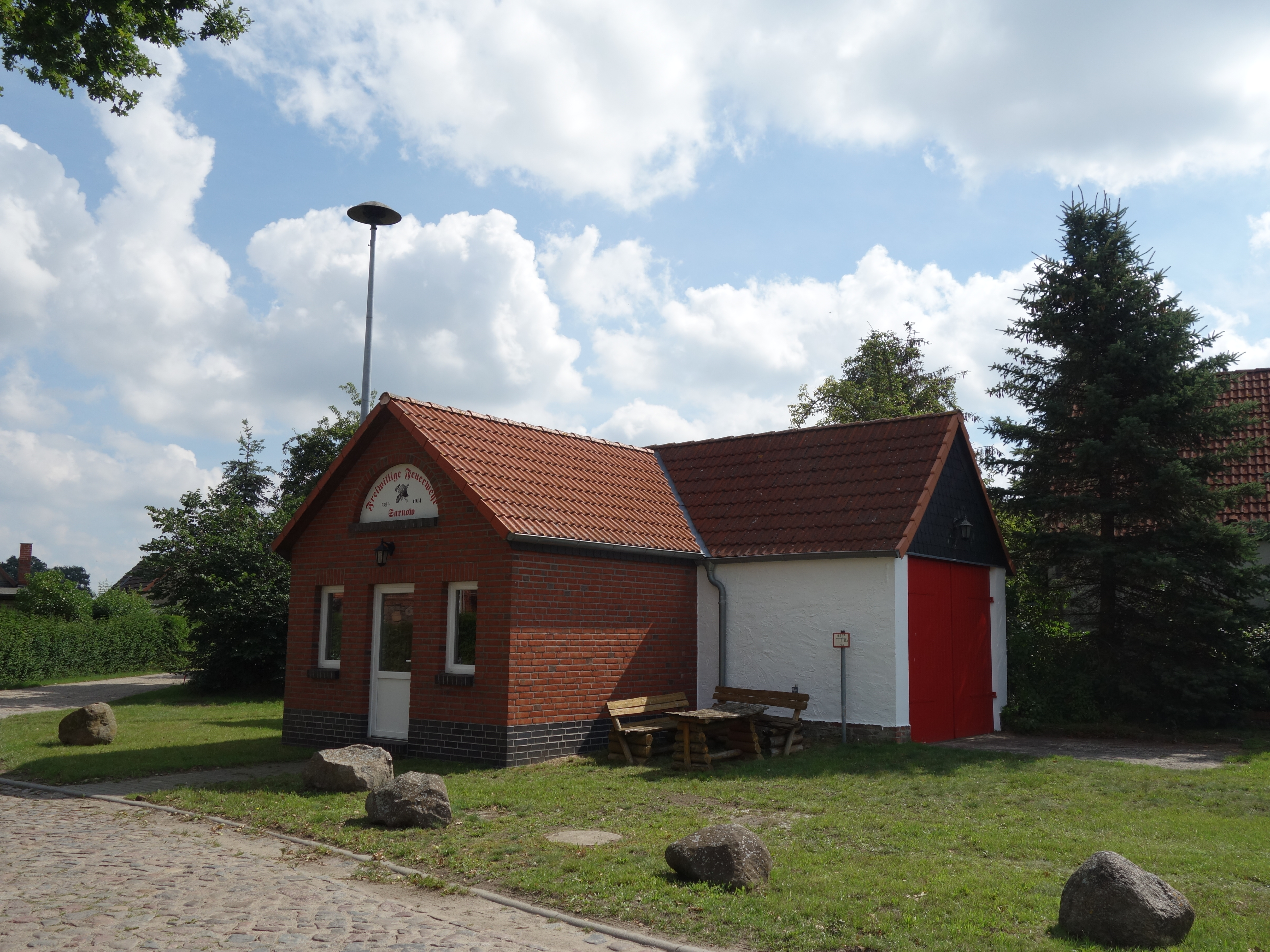
Spritzenhaus der Ortsfeuerwehr
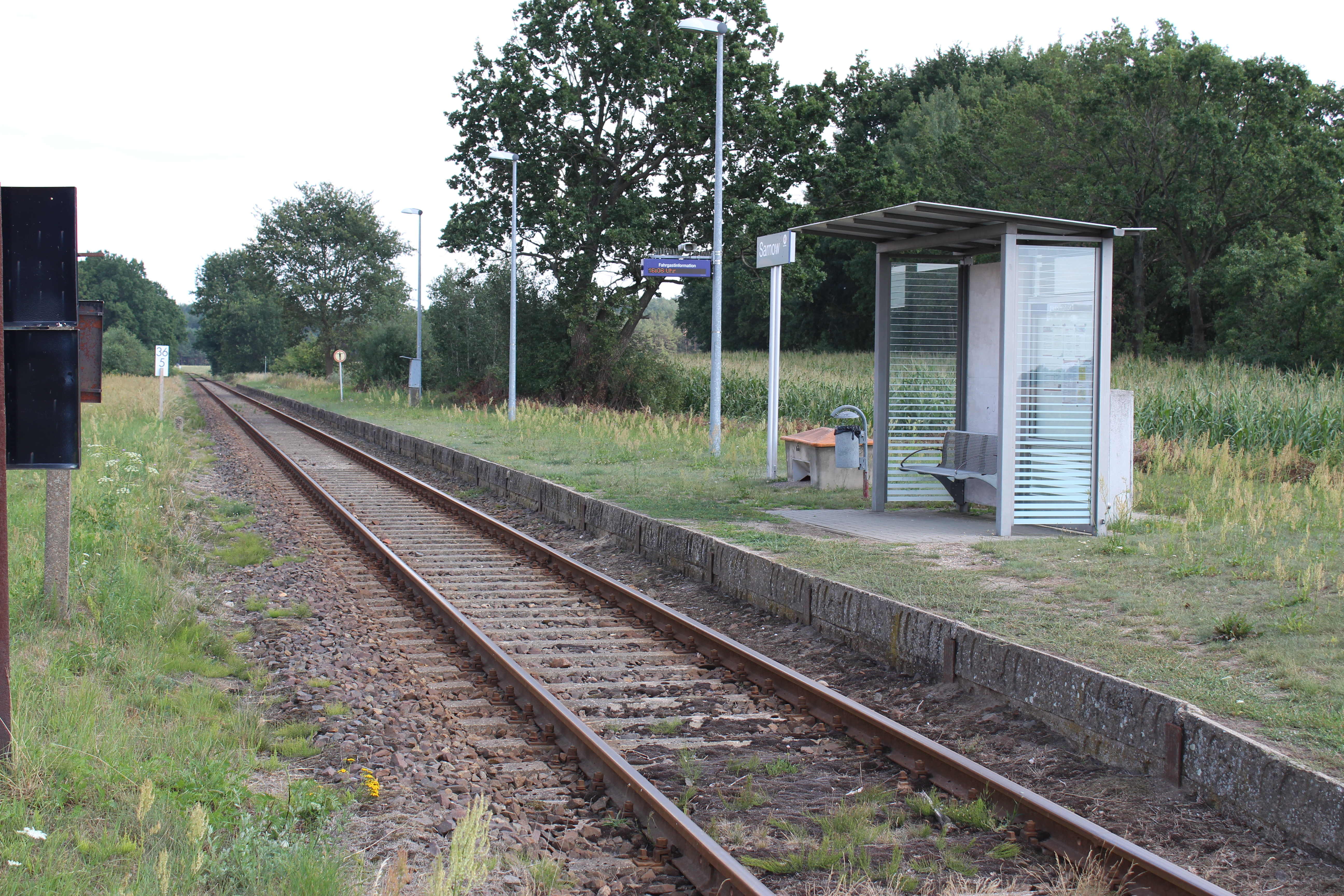
Bahnhaltestelle